# Mónica Saez
Mónica Saez Toledano (* 15. April 1976) ist eine spanische Biathletin und Skilangläuferin.
Mónica Saez startet für den Militärsportclub E.M.E.M. 2008 gewann sie mit Bronze im Sprint ihre erste Medaille bei Spanischen Biathlonmeisterschaften. 2009 gewann sie bei den Sprint- und Verfolgungsrennen im Sommerbiathlon ihre ersten Titel. 2010 wurde sie sowohl im Winter wie auch im Sommer Vizemeisterin in Sprint und Verfolgung. 2013 gewann Saez ihren ersten Winter-Titel in der Verfolgung, nachdem sie im Sprint schon Vizemeisterin war. 2014 folgte erneut der Gewinn beider Titel, Einzel und Sprint, bei den Sommerbiathlon-Meisterschaften.
2009 und 2010 nahm Saez auch an den Skilanglauf-Meisterschaften an und verpasste dabei 2010 über 10 Kilometer Freistil als Vierte knapp eine Medaille.